# Tanytarsus heliomesonyctios
Tanytarsus heliomesonyctios är en tvåvingeart som beskrevs av Langton 1999. Tanytarsus heliomesonyctios ingår i släktet Tanytarsus och familjen fjädermyggor. Inga underarter finns listade i Catalogue of Life.